# Mauricio Walerstein
Mauricio Walerstein (Ciudad de México, 29 de marzo de 1945 - 3 de julio de 2016) fue un cineasta mexicano, residenciado en Venezuela. Fue una de las grandes figuras del Nuevo Cine Venezolano de los 70 y 80.

## Carrera
Hijo del productor y escritor Gregorio Walerstein. Comienza su carrera cinematográfica produciendo las películas El Santo: Operación 67, El tesoro de Moctezuma y Alerta, alta tensión. En 1969, produjo Patsy, mi amor, un drama romántico escrito por Gabriel García Márquez.
En 1971 se muda a Venezuela, donde residió por más de 30 años y donde se casó con la actriz Marisela Berti.
En 1972 dirigió y adaptó al cine la novela Cuando quiero llorar no lloro, del escritor venezolano Miguel Otero Silva, por la que recibió un nombramiento a mejor película en el Festival Internacional del Cine de Moscú de 1973.
En el año 2000 dirigió Juegos bajo la luna, basada en la novela homónima de Carlos Noguera que trata sobre la dictadura de Marcos Pérez Jiménez en la Venezuela de los años cincuenta y en 2014 adaptó la novela de 2006 Canon de Federico Reyes Heroles, la cual fue lanzada con el título Canon – fidelidad al límite.

## Filmografía
| 1967 | Operación 67                                    |    |    | Sí | México                    |                         |
| 1967 | Los caifanes                                    |    |    | Sí | México                    |                         |
| 1968 | El tesoro de Moctezuma                          |    |    | Sí | México                    |                         |
| 1968 | Trampas de amor                                 |    |    | Sí | México                    |                         |
| 1968 | Patsy, mi amor                                  |    |    | Sí | México                    |                         |
| 1969 | Alerta, alta tensión                            |    |    | Sí | México                    |                         |
| 1969 | El quelite                                      |    |    | Sí | México                    |                         |
| 1969 | Paraíso                                         |    |    | Sí | México                    |                         |
| 1969 | El sabor de la venganza                         |    |    | Sí | México                    |                         |
| 1969 | Isabel, episodio de Siempre hay una primera vez | Sí | Sí | Sí | México                    |                         |
| 1970 | El oficio más antiguo del mundo                 |    |    | Sí | México                    |                         |
| 1970 | Para servir a usted                             |    |    | Sí | México                    |                         |
| 1970 | Las puertas del paraíso                         |    |    | Sí | México                    |                         |
| 1970 | La justicia tiene doce años                     |    |    | Sí | México                    |                         |
| 1970 | Una vez, un hombre...                           |    |    | Sí | México                    |                         |
| 1970 | Sin salida                                      |    |    | Sí | México                    |                         |
| 1970 | Las reglas del juego                            | Sí |    |    | México                    |                         |
| 1971 | Tacos al carbón                                 |    |    | Sí | México                    |                         |
| 1971 | Diamantes, oro y amor                           |    |    | Sí | México                    |                         |
| 1971 | Fin de fiesta                                   | Sí |    |    | México                    |                         |
| 1972 | Los cacos                                       |    |    | Sí | México                    |                         |
| 1972 | Cuando quiero llorar no lloro                   | Sí | Sí |    | Venezuela México          |                         |
| 1974 | Crónica de un amor                              |    |    | Sí | México                    |                         |
| 1974 | El primer paso... de la mujer                   |    |    | Sí | México                    |                         |
| 1974 | Crónica de un subversivo latinoamericano        | Sí | Sí | Sí | Venezuela México          |                         |
| 1977 | El pez que fuma                                 |    |    | Sí | Venezuela                 |                         |
| 1977 | La empresa perdona un momento de locura         | Sí | Sí |    | Venezuela                 |                         |
| 1979 | Eva, Julia, Perla                               | Sí | Sí |    | Venezuela España          |                         |
| 1980 | La muchacha de las bragas de oro                |    | Sí |    | España                    |                         |
| 1980 | Historias de mujeres                            | Sí |    |    | Venezuela España          |                         |
| 1982 | La máxima felicidad                             | Sí | Sí |    | Venezuela                 |                         |
| 1983 | Canta chamo                                     |    |    | Sí | México Venezuela          |                         |
| 1984 | Macho y hembra                                  | Sí | Sí | Sí | Venezuela                 |                         |
| 1986 | De mujer a mujer...                             | Sí | Sí |    | Venezuela Colombia        |                         |
| 1988 | Con el corazón en la mano                       | Sí | Sí |    | Venezuela Colombia        |                         |
| 1993 | Móvil pasional                                  | Sí | Sí |    | Venezuela México          |                         |
| 1998 | Rizo (Entre la pasión y la traición...)         |    |    | Sí | Colombia México Venezuela |                         |
| 2000 | Juegos bajo la luna                             | Sí | Sí |    | Venezuela Colombia México |                         |
| 2006 | La prueba (ADN)                                 | Sí |    |    | México                    | Telefilme               |
| 2009 | Gregorio Walerstein: El zar                     |    |    | Sí | México                    | Mediometraje documental |
| 2010 | Travesía del desierto                           | Sí | Sí |    | México Venezuela          |                         |
| 2011 | Canon (Fidelidad al límite)                     | Sí | Sí |    | México                    |                         |
| 2016 | Jirón de niebla                                 |    |    | Sí | México                    |                         |

## Nominaciones
- 1972 : Nominado en el Festival Internacional de Cine de Moscú por el filme Cuando quiero llorar no lloro.